# George Victor van Waldeck-Pyrmont
George Victor van Waldeck-Pyrmont (Arolsen, 14 januari 1831 – Mariënbad, 12 mei 1893), soms George III Victor genoemd, was van 1845 tot zijn overlijden regerend vorst van Waldeck-Pyrmont.
Hij was de zoon van vorst George II en Emma, dochter van Victor II van Anhalt-Bernburg-Schaumburg-Hoym. Zijn dochter Emma was de tweede echtgenote van koning Willem III, koningin Wilhelmina was zijn kleindochter. Hij was zeer religieus, las veel en was geïnteresseerd in de wetenschap.

## Leven
George Victor werd al op 14-jarige leeftijd vorst van Waldeck-Pyrmont na de dood van zijn vader in 1845. Vanwege zijn minderjarigheid nam zijn moeder tot 1852 de regering waar. Op 14 januari van dat jaar werd hij meerderjarig, maar hij weigerde de regering te aanvaarden zolang de democratische constitutie van 1849 nog van kracht was. Hierop legde de regering de landdag een nieuwe constitutie voor, die op 17 augustus – de dag van George Victors aanvaarding van de regering – werd gepubliceerd.
Op 26 september 1853 trad hij te Biebrich in het huwelijk met Helena van Nassau (1831-1888), dochter van hertog Willem van Nassau. Uit dit huwelijk werden zeven kinderen geboren.
Hij koos in de Pruisisch-Oostenrijkse Oorlog (1866) snel en beslist voor de zijde van Pruisen en sloot zich hierna aan bij de Noord-Duitse Bond. De landdag wenste Waldeck-Pyrmont vervolgens volledig met Pruisen te verenigen. Pruisen ging hier niet op in, maar aanvaardde op 18 juli 1867 wel het Akzessionsvertrag, volgens welk de regering voor een periode van tien jaar op dat land overging. Slechts het recht op gratie, het gezag over de kerk en de goedkeuring van wetgeving bleven bij de vorst. Krachtens de militaire conventie van 6 augustus werd het Waldeckse contingent bij het Pruisische leger ingelijfd. Waldeck-Pyrmont trad in 1871 toe tot het Duitse Keizerrijk. Het Akzessionsvertrag werd in 1877 en 1887 verlengd.
Om het verlies van de eigen staatkundige betekenis te compenseren en op het dynastieke toneel van Europa toch nog van enige betekenis te kunnen zijn, ging het streven van Georg Victor en zijn echtgenote Helena er vooral naar uit om hun kinderen goed uit te huwelijken. Ze werden daarom ook op een verantwoordelijke taak voorbereid. Dat de dochters hun ouders hierin niet teleurstelden blijkt uit de huwelijken die zij aangingen, de ene wat voornamer dan de andere. Drie traden er toe tot een regerend Europees vorstenhuis.
Georg Victor had wetenschappelijke belangstelling en liet zijn kinderen hierin delen. Ze raakten via hem geïnteresseerd in geschiedenis en cultuur en lazen veel.
George Victor hertrouwde na het overlijden van Helena in 1891 met Louise van Sleeswijk-Holstein-Sonderburg-Glücksburg (1858-1936), dochter van Frederik II van Sleeswijk-Holstein-Sonderburg-Glücksburg. Hij overleed in 1893 ten gevolge van een longontsteking, terwijl hij aan het küren was in het Boheemse Mariënbad. Het lichaam van de overleden vorst werd vanuit Bohemen overbracht naar Waldeck-Pyrmont, waar het in de grafkelder te Arolsen werd bijgezet. Koningin-regentes Emma en koningin Wilhelmina woonden de uitvaart - om protocollaire redenen - niet bij.
George Victor werd opgevolgd door zijn oudste zoon Frederik Adolf Herman die de laatste regerende vorst zou zijn.

## Kinderen
George Victor kreeg in zijn eerste huwelijk zeven kinderen:
- Sophie Nicoline (27 juli 1854 – 5 augustus 1869)
- Pauline Emma Auguste Hermine (19 oktober 1855 – 3 juli 1925), gehuwd met Alexis zu Bentheim und Steinfurt (17 november 1845 – 21 januari 1919)
- Georgina Henriette Maria (23 mei 1857 – 30 april 1882), gehuwd met Willem II van Württemberg
- Adelheid Emma Wilhelmina Theresia (2 augustus 1858 – 20 maart 1934), gehuwd met Willem III der Nederlanden
- Helena Frederika Augusta (17 februari 1861 – 1 september 1922), gehuwd met Leopold van Albany, moeder van Karel Eduard van Saksen-Coburg-Gotha
- Frederik Adolf Herman (20 januari 1865 – 26 mei 1946), vorst van Waldeck en Pyrmont, gehuwd met Bathildis van Schaumburg-Lippe (21 mei 1873 – 6 april 1962)
- Louise Elisabeth Hermine Erika Pauline (6 september 1873 – 23 november 1961), gehuwd met Alexander zu Erbach-Schönberg (12 september 1872 – 18 oktober 1942)

Uit zijn tweede huwelijk werd één zoon geboren:
- Victor Walraad Frederik Adolf Willem Albert (26 juni 1892 – 17 oktober 1914)